# Збігнєв Ненацький

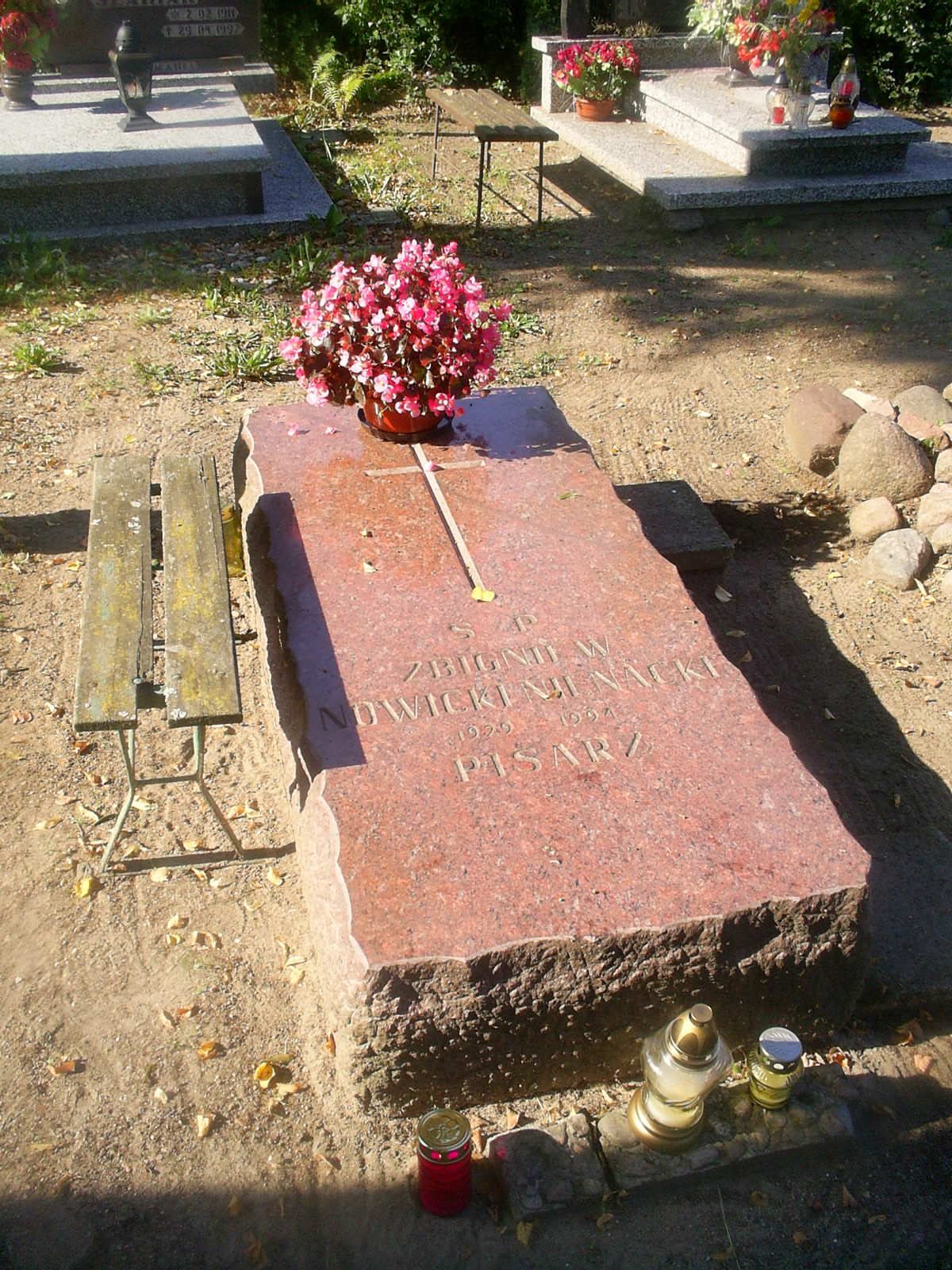
Grób pisarza na cmentarzu w Jerzwałdzie

Збі́гнєв Нена́цький (пол. Zbigniew Nienacki; 1 січня 1929, Лодзь — 23 вересня 1994, Моронг) — відомий польський письменник. Також займався журналістською діяльністю та був сценаристом фільмів на власні твори.
Справжнє ім'я письменника — Збі́гнєв То́маш Нові́цький (пол. Zbigniew Tomasz Nowicki). Найбільшу популярність здобула серія повістей для дітей шкільного віку про пригоди детектива-аматора Пана Самоходика та про його незвичайний автомобіль — самоходик (пол. samochodzik означає невеличка машина). Також відомими є ряд романів для дорослих: «Раз у рік в Скіролавках» (двотомна еротична повість, що торкається важливих психологічних та соціальних проблем) та «Великий ліс».
Іншим напрямом творчості письменника було написання п'єс.

## Життя та творчість
- 1940 — перша повість для молоді «Związek poszukiwaczy skarbów»; друкуються вірші у тижневиках «Kuźnica» (Кузня) та «Szpilki» (Шпильки).
- 1948 — отримує атестат зрілості та розпочинає навчання у Державній вищій кіношколі в м. Лодзь. Наступного року отримує стипендію на навчання у Всесоюзному державному інституті кінематографії у Москві. Однак 1950 року майбутнього письменника було депортовано з Москви за антисталінські погляди та усунено від навчання. Того ж року побачила світ його перша книжка «Chłopcy».
- 1957 — видано повість «Uroczysko». У 1954—1964 роках працював у тижневику «Odgłosy».
- 1960—1964 — видаються перші повісті про пригоди Пана Самоходика.
- 1962 — став членом Союзу Письменників Польщі.
- 1964 — отримав нагороду міста Лодзя за твори «Podniesienie» і «Worek Judaszów»; 1966 була відзначена його повість «Liście dębu»; у 1962—1965 роках виконував функції судового присяжного у Карному відділі районного суду Лодзя.
- 1967 — переїздить до з Лодзя до Мазурії, у сільську місцевість біля міста Ілава, де проживав всі наступні роки. У цьому озерному регіоні відбувається дія усіх частин серії оповідань про Пана самоходика.
- 1977 — за підсумками опитування серед читачів видання «Płomyk» (Полум'я) отримав нагороду Олине Перо.
- 1988 — роман «Wielki las» (Великий ліс) отрима нагороду від Товариства книголюбів Польщі. 1991 року Збігнєв Ненацький здобув нагороду за творчість для дітей та молоді.
- 1989—1990 — історична повість з елементами фантастики у трьох томах «Dagome iudex», її автор вважав найкращим своїм доробком.

Книжки літератора перекладено на багато мов: німецьку, російську, українську, чеську, словацьку, болгарську, угорську, грузинську та ін.
Збігнєв Ненацький був активним членом ПОРП (Польська об'єднана робітнича партія) з 1962, ПРНВ (Патріотичний рух народного відродження) з 1982.

### Пригоди Пана Самоходика
- Pozwolenie na przywóz lwa (нова назва: Pierwsza przygoda Pana Samochodzika) (1961)
- Uroczysko (нова назва: Pan Samochodzik i święty relikwiarz) (1957)
- Skarb Atanaryka (нова назва: Pan Samochodzik i skarb Atanaryka) (1960)
- Wyspa Złoczyńców (нова назва: Pan Samochodzik i Wyspa Złoczyńców) (1964) — українське видання «Острів злочинців» (Київ, «Молодь», 1967)
- Pan Samochodzik i templariusze (1966)
- Księga strachów (нова назва: Pan Samochodzik i dziwne szachownice) (1967)
- Niesamowity dwór (нова назва: Pan Samochodzik i niesamowity dwór) (1970)
- Nowe przygody Pana Samochodzika (нова назва: Pan Samochodzik i Kapitan Nemo) (1970) — українське видання «Нові пригоди Самоходика» (Київ, «Веселка», 1979)
- Pan Samochodzik i zagadki Fromborka (1972)
- Pan Samochodzik i Fantomas (1973)
- Pan Samochodzik i tajemnica tajemnic (1975)
- Pan Samochodzik i Winnetou (1976)
- Pan Samochodzik i Niewidzialni (1977)
- Pan Samochodzik i złota rękawica (1979)
- Pan Samochodzik i człowiek z UFO (нова назва: Pan Samochodzik i Nieśmiertelny) (1985)
- Pan Samochodzik i nieuchwytny kolekcjoner (1997) (книжка дописана Єжи Ігнацюком)

### Повісті для дорослих
- Worek Judaszów (1961)
- Podniesienie (1963)
- Laseczka i tajemnica (1963)
- Z głębokości (1964)
- Sumienie (1965)
- Liście dębu (том 1 — 1967, том 2 — 1969)
- Mężczyzna czterdziestoletni (1971)
- Uwodziciel (1978)
- Raz w roku w Skiroławkach (Раз у рік в Скіролавках) (1983)
- Wielki las (Великий ліс) (1987)
- Dagome Iudex (також існують видання піда назвою Historia sekretna) (томи 1 та 2 — 1989, том 3 — 1990)

### П'єси
- Termitiera (1962)
- Golem (1963)
- Styks (1963—1966)
- Opowieść o Bielinku (1966)

### Екранізація творів
- Острів злочинців (1965) — сценарист
- Akcja Brutus (1970) за повістю Worek Judaszów — сценарист
- Самоходик і тамплієри (серіал, 1971) — сценарист
- Пан Самоходик та дивний двір (1986) — сценарист
- Pan Samochodzik i praskie tajemnice (1988) — за повістю Pan Samochodzik i tajemnica tajemnic
- Літаючі машини проти пана Самоходика (1991) — за повістю Pan Samochodzik i złota rękawica